# Haukaskäidi
Haukaskäidi är en kulle i Finland. Den ligger i Utsjoki kommun i landskapet Lappland, i den norra delen av landet, 1 100 km norr om huvudstaden Helsingfors. Toppen på Haukaskäidi är 251 meter över havet.
Terrängen runt Haukaskäidi är platt.  Trakten runt Haukaskäidi är nära nog obefolkad, med mindre än två invånare per kvadratkilometer. Det finns inga samhällen i närheten. Omgivningarna runt Haukaskäidi är i huvudsak ett öppet busklandskap.